# Liste des monuments nationaux du district de Setúbal
Cet article recense les monuments nationaux du district de Setúbal, au Portugal.

## Liste
| Site                                             | Municipalité      | Identifiant | Coordonnées                        | Image |
| ------------------------------------------------ | ----------------- | ----------- | ---------------------------------- | ----- |
| Château d'Alcácer do Sal                         | Alcácer do Sal    | 70159       | 38° 22′ 21″ nord, 8° 30′ 50″ ouest |       |
| Site archéologique de Senhor dos Mártires        | Alcácer do Sal    | 70490       | 38° 22′ 20″ nord, 8° 31′ 12″ ouest |       |
| Abul (pt)                                        | Alcácer do Sal    | 73070       | 38° 25′ 42″ nord, 8° 40′ 54″ ouest |       |
| Église São João Batista d'Alcochete (pt)         | Alcochete         | 71170       | 38° 45′ 22″ nord, 8° 57′ 36″ ouest |       |
| Fort de São Sebastião da Caparica                | Almada            | 70145       | 38° 40′ 35″ nord, 9° 12′ 42″ ouest |       |
| Ruines romaines de Tróia                         | Grândola          | 69755       | 38° 29′ 11″ nord, 8° 53′ 05″ ouest |       |
| Grottes de Quinta do Anjo                        | Palmela           | 69820       | 38° 33′ 51″ nord, 8° 56′ 19″ ouest |       |
| Château de Palmela                               | Palmela           | 70171       | 38° 33′ 58″ nord, 8° 54′ 04″ ouest |       |
| Église de Santiago de Palmela (pt)               | Palmela           | 71223       | 38° 33′ 57″ nord, 8° 54′ 04″ ouest |       |
| Pelourinho de Palmela (pt)                       | Palmela           | 71224       | 38° 34′ 04″ nord, 8° 53′ 59″ ouest |       |
| Château de Santiago do Cacém                     | Santiago do Cacém | 70441       | 38° 00′ 53″ nord, 8° 41′ 54″ ouest |       |
| Église Matriz de Santiago do Cacém (pt)          | Santiago do Cacém | 71154       | 38° 00′ 50″ nord, 8° 41′ 52″ ouest |       |
| Atelier de potterie romain de Quinta do Rouxinol | Seixal            | 70371       | 38° 38′ 43″ nord, 9° 08′ 41″ ouest |       |
| Château de Sesimbra                              | Sesimbra          | 70544       | 38° 27′ 10″ nord, 9° 06′ 24″ ouest |       |
| Pelourinho de Setúbal (pt)                       | Setúbal           | 69877       | 38° 31′ 25″ nord, 8° 53′ 54″ ouest |       |
| Fort de São Filipe de Setúbal                    | Setúbal           | 69878       | 38° 31′ 04″ nord, 8° 54′ 33″ ouest |       |
| Quinta da Bacalhoa                               | Setúbal           | 70212       | 38° 31′ 33″ nord, 8° 59′ 33″ ouest |       |
| Portail deGafaria (pt)                           | Setúbal           | 70213       | 38° 31′ 33″ nord, 8° 53′ 14″ ouest |       |
| Cruzeiro do Largo de Jesus (pt)                  | Setúbal           | 70217       | 38° 31′ 32″ nord, 8° 53′ 41″ ouest |       |
| Église de Jésus de Setúbal                       | Setúbal           | 70218       | 38° 31′ 34″ nord, 8° 53′ 42″ ouest |       |
| Église São Julião de Setúbal (pt)                | Setúbal           | 70219       | 38° 31′ 26″ nord, 8° 53′ 33″ ouest |       |
| Croix das Vendas                                 | Setúbal           | 70406       | 38° 31′ 49″ nord, 8° 59′ 11″ ouest |       |
| Église Nossa Senhora das Salvas de Sines (pt)    | Sines             | 70637       | 37° 57′ 10″ nord, 8° 52′ 28″ ouest |       |